# Bodie Olmos
Bodie James Olmos (* 27. August 1975) ist ein US-amerikanischer Schauspieler.
Bodie Olmos ist der Sohn des US-Schauspielers Edward James Olmos und Kaija Keel, Tochter des Schauspielers und Sängers Howard Keel. Bodie James Olmos wurde nach der Geisterstadt Bodie östlich von San Francisco in Kalifornien benannt, welche seine Mutter als Mädchen besucht hatte. Bodie war schon einmal Teilnehmer eines Triathlon, aber sein Lieblingssport ist seit fast zwanzig Jahren das Surfen.
Bereits mit sieben Jahren hatte er seinen ersten Auftritt in dem Film Die Ballade von Gregorio Cortez aus dem Jahr 1982, in dem sein Vater die Hauptrolle spielte. Seine bekannteste Rolle ist die des Lieutenant Junior Grade Brendan 'Hotdog' Constanza in der Erfolgsserie Battlestar Galactica in den Jahren 2004 bis 2009. Außerdem war er in dem Film "Walkout" (2006) zu sehen, bei dem sein Vater Regie führte.
Seit 2009 (Stand Mai 2017) trat er nicht mehr als Schauspieler in Erscheinung.